# Hadrodontes nyika
Hadrodontes nyika är en fjärilsart som beskrevs av Van Someren 1963. Hadrodontes nyika ingår i släktet Hadrodontes och familjen praktfjärilar. Inga underarter finns listade i Catalogue of Life.